# Льйокноу-де-Сан-Джероні
Льйокноу-де-Сан-Джероні, Лугар-Нуево-де-Сан-Херонімо (валенс. Llocnou de Sant Jeroni (офіційна назва), ісп. Lugar Nuevo de San Jerónimo) — муніципалітет в Іспанії, у складі автономної спільноти Валенсія, у провінції Валенсія. Населення — 581 особа (2010).

## Географія
Муніципалітет розташований на відстані близько 340 км на південний схід від Мадрида, 60 км на південь від Валенсії.

## Демографія
Динаміка населення (INE ):

## Галерея зображень

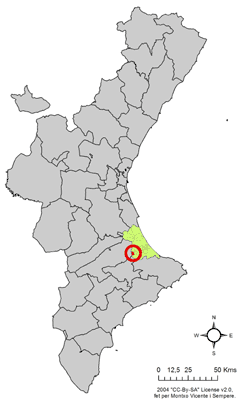
Розташування муніципалітету Льйокноу-де-Сан-Джероні у автономній спільноті Валенсія
Розташування муніципалітету Льйокноу-де-Сан-Джероні у комарці Сафор